# Чьявана
Чья́вана (санскр. च्यवन, IAST: Cyavana) — риши в индуистской мифологии. Он был сыном Бхригу и стал известен тем, что достиг омоложения после нескольких лет отшельничества. Согласно «Махабхарате», он был могущественным настолько, что мог противостоять ваджре Индры, и помог Ашвинам заполучить их долю в возлияниях сомы. Чьявана создал асуру Маду, чтобы тот добыл сому.
В «Ригведе» риши, известный как Чьявана (санскр. च्यवान), описывается как пожилой и дряхлый человек, чья молодость и сила были восстановлены при помощи благодарных Ашвинов. В одном из гимнов (X.61.2.) он, возжелавший молодость, противопоставляется жертвователю Турваяне, возжелавшему потомство. Различные варианты этой легенды об омоложении Чьяваны встречаются в брахманах (в частности в «Шатапатха-брахмане» (IV.1.5.1—13)), «Махабхарате» и пуранах («Бхагавата» и «Падма»)
Согласно одной традиции, Чьявана женился на Аруши, дочери Ману Вайвасваты, и у них родился сын Аюрва. По другой легенде женой отшельника стала Суканья, дочка Шарьяти и внучка Ману Вайвасваты. У них родилось два сына — Апнавана и Дадхича. Также Чьявана считается отцом Хариты.

## Рождение
Согласно «Махабхарате» (Адипарва, 5 и 6 главы), когда Пулома, жена Бхригу, была беременна, один из ракшасов влюбился в неё и похитил. В это время ребёнок Пуломы выскользнул из её чрева, за что впоследствии и получил своё имя — Чьявана («Падающий»). Ракшаса, увидев ребёнка, освободил жену Бхригу и немедленно превратился в пепел.